# Casa-Museu Pintor José Cercas
A Casa-Museu Pintor José Cercas é um espaço museológico situado na localidade de Aljezur, na região do Algarve, no Sul de Portugal.

## Descrição
O museu está situado na Rua do Castelo, no centro histórico de Aljezur. Está sedeado num edifício residencial de um só piso, de arquitectura tradicional da região, sendo de destacar um painel de azulejo em tons azuis e brancos, na fachada. Nas proximidades encontram-se outros imóveis de interesse, como o Museu Antoniano, o Fontanário Público, e o antigo cemitério e os vestígios da antiga igreja matriz.
O edifício está situado na zona de Protecção Especial do Castelo de Aljezur, estando igualmente integrado no Parque Natural Sudoeste Alentejano e Costa Vicentina, e na Zona de Protecção Especial da Costa Sudoeste, como parte do programa Rede Natura 2000.
O espólio do museu inclui vários quadros e pinturas da autoria de José Cercas e de outros artistas, e por diversas peças de arte sacra, louças e faianças, esculturas e mobiliário, tendo algumas destas peças sido igualmente recolhidas por José Cercas. A pedido de José Cercas, foi mantida a disposição original do edifício, tendo sido montada uma recriação fiel do seu atelier.

## História
O edifício foi construído no século XIX, tendo sido a residência do pintor José Cercas, que viveu entre 1914 e 1992. Após o seu falecimento, deixou a casa e o seu conteúdo à Câmara Municipal de Aljezur, que em contrapartida devia transformá-la num museu à sua vida e obra artísica. Assim, a autarquia iniciou obras de recuperação e adaptação a casa-museu, que foi inaugurada em 1995.